# Tachyphonus
Tachyphonus és un gènere d'ocells de la família dels tràupids (Thraupidae).

## Taxonomia
Segons la Classificació del Congrés Ornitològic Internacional (versió 14.2, 2024) aquest gènere està format per 5 espècies:
- Tàngara de coroneta lleonada (Tachyphonus surinamus Linnaeus, 1766)
- Tàngara de Delattre (Tachyphonus delatrii Lafresnaye, 1847)
- Tàngara de galons blancs (Tachyphonus rufus Boddaert, 1783)
- Tàngara de galons vermells (Tachyphonus phoenicius Swainson, 1838)
- Tàngara de coroneta robí (Tachyphonus coronatus Vieillot, 1822)